# MC Tee
Touré Embden (nascido em 1966 no Haiti), conhecido pelo nome artístico de MC Tee foi um rapper e co-fundador ao lado do DJ Kurtis Mantronik do influente e inovativo grupo de hip-hop e electro Mantronix.

## Primórdios
MC Tee nasceu no Haiti e emigrou com sua família para os EUA onde se estabeleceu no  Brooklyn em Nova Iorque.

## A Era Mantronix
Em 1984 MC Tee conheceu Kurtis Mantronik na loja de discos Downtown Records em Manhattan, onde  MC Tee era um consumidor regular. Mantronik trabalhava na loja como DJ. A dupla então gravou uma demo e assinou contrato com a gravadora  Sleeping Bag Records.
MC Tee foi co-autor do primeiro single do grupo Mantronix "Fresh Is The Word", um sucesso nos clubes em 1985, atingindo o número 16 nas paradas. "Fresh Is The Word" foi incluída no álbum de estréia de Mantronix, Mantronix: The Album, que foi lançado no mesmo ano.
O segundo álbum Music Madness foi lançado em 1986.  Enquanto MC Tee continuava com o estilo tradicional nos vocais, apresentado no primeiro disco, o estilo de produção de Mantronik se aproximava mais dos clubes, atraindo mais fãs de música eletrônica e electro do que os tradicionais fãs de hip-hop.
Mantronix assinou com a Capitol Records em 1987 e lançou In Full Effect em 1988, que foi o primeiro álbum a ser masterizado do DAT ao contrário das tradicionais fitas. In Full Effect continuou na mesma linha hip-hop/electro funk/dance de seu predecessor. In Full Effect marcou a saída do rapper MC Tee, que deixou o grupo e se alistou na Força Aérea dos Estados Unidos.
Mantronix continuou seu trabalho em mais dois álbuns após a saída de MC Tee, o álbum de 1990 This Should Move Ya e em 1991 The Incredible Sound Machine, com Bryce "Luvah" Wilson substituindo MC Tee, antes do grupo se desfazer em 1991.

## Rumores
Apesar da especulação ter surgido em sites de fãs de Mantronix e Kurtis Mantronik a respeito de uma possível reunião da dupla original, nada definitivo foi noticiado.